# Draâ Ben Khedda
Draâ Ben Khedda (în arabă ذراع بن خدة) este o comună din provincia Tizi Ouzou, Algeria.
Populația comunei este de 31.382 de locuitori (2008).